# Vila Vladimíra Fröhlicha
Vila Vladimíra Fröhlicha je rodinný dům, který stojí v Praze 5-Hlubočepích ve vilové čtvrti Barrandov v ulici Filmařská.

## Historie
Vilu postavenou v letech 1934–1935 pro malíře Vladimíra Fröhlicha a jeho manželku Marii navrhl architekt Jaroslav Fröhlich.
Architekt Jaroslav Fröhlich žil v Černošicích ve vile svého otce, dekoratéra interiérů Františka Fröhlicha, kterou navrhl architekt Jan Kotěra (tato černošická vila je památkově chráněná).

## Popis
Vila postavená na podélném půdorysu je třípodlažní. Má kamennou podezdívku z kyklopského zdiva, fasádu z režných červených cihel a kryta je sedlovou střechou. Z režných cihel jsou vyskládné i přímé překlady a podokenní římsy. Vchod do domu je obložen bílými betonovými cihlami. V levé boční stěně je ve štítu polokruhově ukončené okno, v mezipatře okno obdélné. Protější boční stěna je bez oken.
V přízemí se nacházela vstupní hala, přijímací salon a jídelna s francouzskými okny vedoucími na terasu a do zahrady. Ve vile zůstaly dochované některé původní prvky: parkety, vestavěné úložné prostory nebo kuchyňský výtah.
Dům stojí na severním okraji pozemku o velikosti přibližně 2000 m² a je obklopen větším množstvím vzrostlých stromů.